# Ansi Agolli
Ansi Agolli (n. 11 octombrie 1982, Tirana, Albania) este un fotbalist albanez liber de contract, care joacă pe post de fundaș lateral. Pe plan internațional, are prezențe la națională pentru Albania U21⁠(d). Înainte de martie 2019, el a jucat pentru Qarabağ în Prima Ligă din Azerbaidjan.
El este jucătorul albanez cu cele mai multe trofee din istorie, câștigând 16, primul fiind titlul  Superliga Albaniei în sezonul 2003-2004.

## Cariera pe echipe

### Tirana
Agolli și-a început cariera la clubul din orașul său natal, Tirana, pe când era un copil de 9 ani, progresând prin grupele de juniori ale clubului. A ajuns la prima echipă în sezonul 2000-2001, pentru care a debutat ca adolescent. În sezonul următor a jucat în primul tur al Cupei Albaniei 2001-2002 împotriva lui Laçi și a marcat 3 goluri în ambele manșe, în meciurile care au avut loc pe 18 și 24 august 2001, cu Tirana avansând în următoarea rundă, câștigând cu 6-0 la general. El a jucat în 10 meciuri de campionat pentru Tirana, în primele 3 sezoane, înainte de a fi împrumutat la echipa Apolonia Fier care se afla tot în Prima Ligă din Albania, în ianuarie 2003, pentru a ajuta clubul în lupta pentru evitarea retrogradării. Agolli a jucat de 12 ori și a marcat un gol pentru Apolonia Fier, dar echipa nu a putut evita retrogradarea din Prima Ligă din AlbaniaPrima Ligă din cauza golaverajului. În ciuda retrogradării, împrumutul de șase luni a fost unul de succes pentru Agolli, câștigând mai multă experiență în echipă și a revenit la campioana Tirana înainte de începerea sezonului 2003-2004.

### Neuchâtel Xamax
După ce a petrecut doi ani la Tirana, a fost cumpărat de clubul elvețian Neuchâtel Xamax în iulie 2005, unde a jucat 32 de meciuri și a marcat patru goluri.

### Luzern
După un sezon la noul său club, el a decis să se transfere la un alt club elvețian, Luzern. Lucrurile nu au mers bine pentru el la Luzern, asa că a plecat departe de Elveția în ianuarie 2007 ca jucător liber de contract pentru a juca în Finlanda la Vaasan Palloseura.

### Vaasan Palloseura și revenirea la Tirana
La Vaasan Palloseura, Agolli a jucat 33 de meciuri și a marcat un gol. În iulie 2008, a decis să se întoarcă sub formă de împrumut la fostul său club Tirana. Agolli a făcut parte dintr-un sezon de succes la club, în timp ce Tirana a terminat pe primul loc, jucând 36 de meciuri și marcând de cinci ori.

### Krîvbas
S-a întors la Vaasan Palloseura la sfârșitul lunii aprilie 2009, cu un reprezentant allui  KF Tirana, pentru a negocia un transfer permanent către clubul albanez. Cluburile au ajuns rapid la un acord și transferul a fost finalizat la 4 mai. Dintr-o dată, la începutul lunii iulie 2009, s-a transferat la Kryvbas în Prima Ligă din Ucraina pentru o sumă mare de transfer, întâlnindu-i aici pe compatrioții Ervin Bulku, Dorian Bylykbashi și Isli Hidi, membri ai echipei naționale de fotbal a Albaniei. Agolli a jucat 13 meciuri pentru club.

### Qarabag

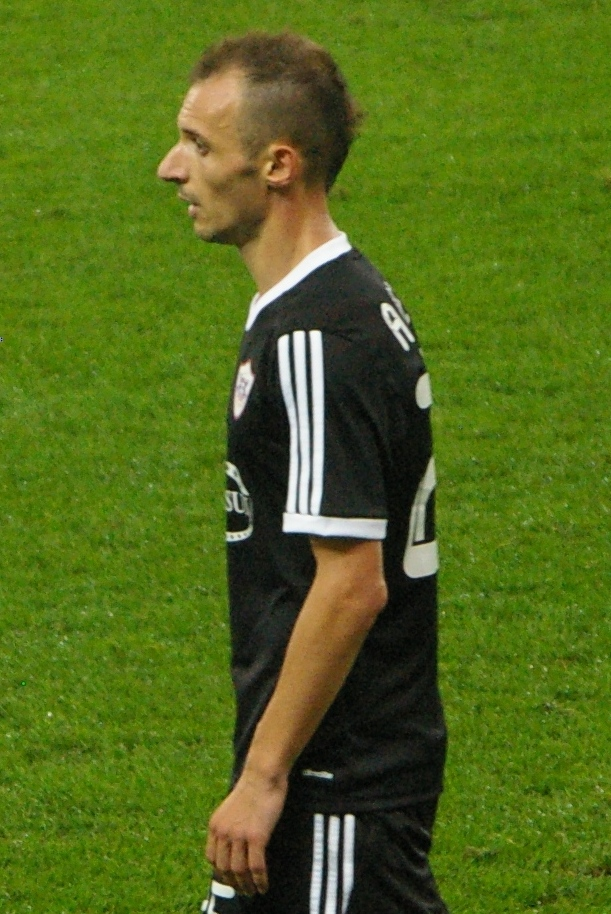
Agolli la Qarabağ în 2014.

În iulie 2010, a fost împrumutat de Qarabağ din Prima Ligă Azeră până la sfârșitul lunii decembrie 2011. Apoi, în ianuarie 2012, transferul a fost făcut permanent, cu clubul azer plătind 30.000 de lire sterline.
La 22 februarie 2013, Agolli a marcat un gol pentru echipa sa în victoria de 3-2 cu Ravan Baku. Agolli a marcat un gol pe 4 octombrie 2013 împotriva lui Baku într-o victorie scor 3-0. În sezonul 2014-2015, performanțele sale solide l-au făcut să fie numit Jucătorul sezonului pentru Qarabağ pentru prima dată în cariera sa. La sfârșitul sezonului, Agolli a fost de acord să-și prelungească contractul cu Qarabağ până în iunie 2016.
Agolli a câștigat Prima Ligă din Azerbaijan, sezonul 2014-2015 și a participat în grupele UEFA Europa League 2014-2015. El a fost considerat cel mai bun fundaș al sezonului 2014-2015 după forma excelentă pe care a arătat-o, de asemenea, a fost considerat cel de-al patrulea cel mai bun jucător din echipă.
La 22 aprilie 2016, Agolli a jucat cel de-al 228-lea meci pentru clubul în toate competițiile în victoria scor 2-0 împotriva lui Inter Baku devenind jucătorul străin cu cele mai multe meciuri pentru echipă, depășind recordul compatriotului său Admir Teli.
Agolli a câștigat Prima Ligă AzerăPrima Ligă Azeră 2016-2017 cu 2 săptămâni înainte ca aceasta să se termine și a fost al patrulea campionat consecutiv câștigat de Qarabag.
La sfârșitul sezonului 2016-2017, Agolli și-a reînnoit contractul pentru încă un an.
În cadrul celui de-al treilea tur preliminar al UEFA Champions League 2017-2018 împotriva lui Sheriff Tiraspol, în meciul tur care a avut loc la 1 august 2017, Agolli i-a acordat o pasă de gol  lui Míchel în minutul 86 pentru a o ajuta pe Qarabag să câștige cu 2-1 și să se califice în runda următoare cu scorul de 2-1 la general.

### New York Cosmos
La 15 martie 2019, s-a anunțat faptul că Agolli va semna cu New York Cosmos pentru sezonul 2019 NPSL pentru a juca pentru New York Cosmos B și pentru prima echipă din ediția inaugurală a NPSL Founders Cup programată între lunile august și noiembrie din 2019, transferul fiind confirmat de Cosmos la 25 martie 2019.

## Cariera la națională

### Albania U21
Agolli a debutat la nivel internațional cu echipa națională de fotbal a Albaniei sub 21 de ani, la 11 octombrie 2002, într-un meci din calificările la Campionatul European de tineret din 2004 împotriva Elveției U21, într-o remiză fără goluri. În total, el a jucat 6 meciuri pe parcursul întregii campanii de calificare, în timp ce Albania s-a clasat pe locul 3 într-o grupă de 5 echipe.

### Echipa națională a Albaniei

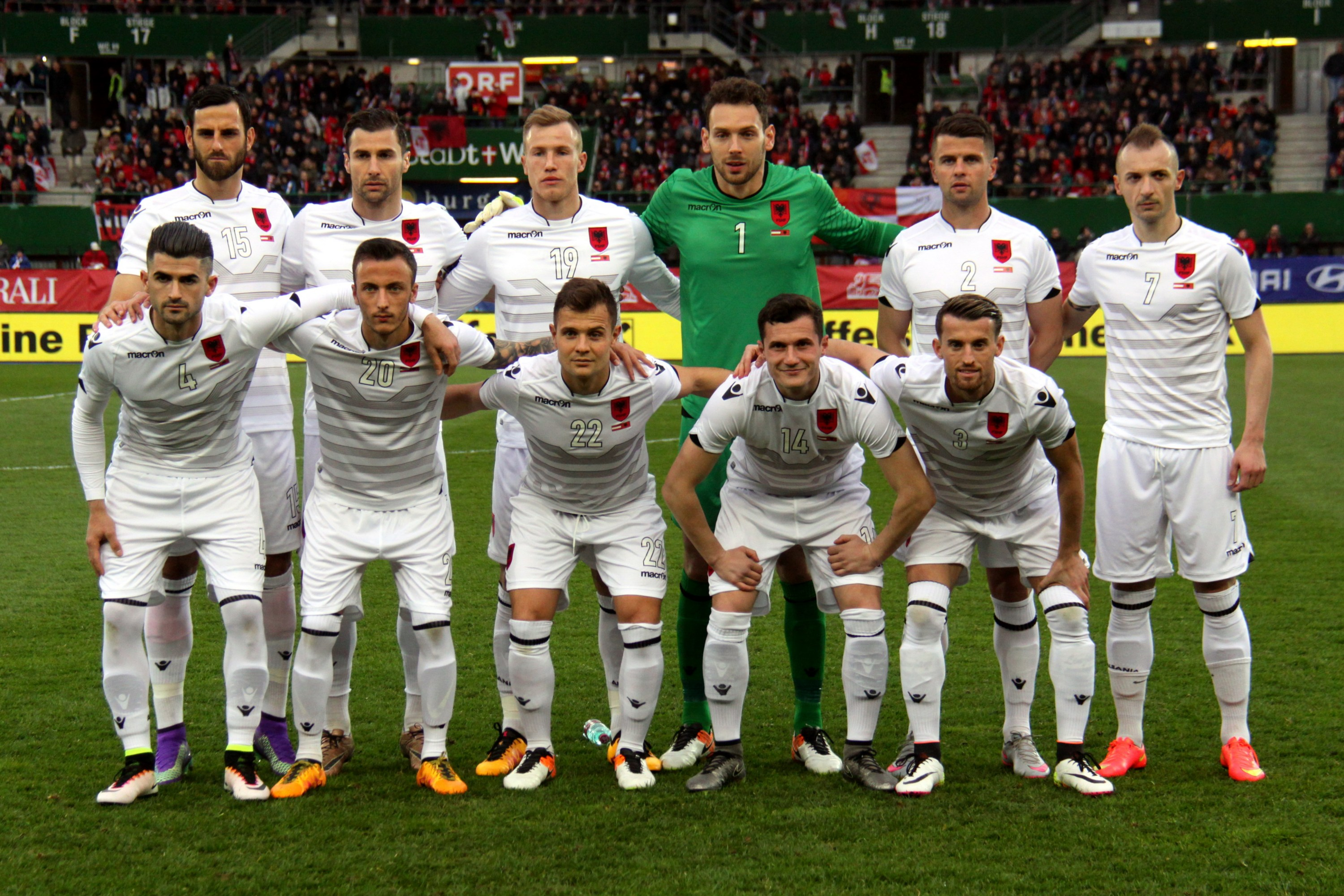
Agolli (nr. 7) jucând pentru Albania împotriva Austriei în 2016.

Agolli și-a făcut debutul pentru Albania în meciul cu Kazahstan într-un meci de calificare la Campionatul Mondial din 2006, pe 3 septembrie 2005, intrând în locul lui Altin Haxhi în a doua repriză. A marcat primul său gol la națională într-un meci amical împotriva Georgiei la 10 iunie 2009.
La 16 noiembrie 2015, la vârsta de 33 de ani, Agolli a fost pentru prima dată căpitanul Albaniei  la cea de-a 58-a selecție, jucând 90 de minute într-o remiză scor 2-2 împotriva Georgiei la stadionul Qemal Stafa.

#### Euro 2016
La 21 mai 2016, Agolli a fost numit în lotul lărgit al Albaniei de 27 de jucători pentru UEFA Euro 2016 și în lotul definitiv de 23 de jucători pe 31 mai.
Agolli a fost numit al doilea căpitan al Albaniei de către selecționerul Gianni De Biasi pentru UEFA Euro 2016. Primul căpitan, Lorik Cana, fost eliminat în meciul de deschidere al turneului împotriva Elveției, iar Agolli a preluat banderola de căpitan pentru minutele rămase din acest meci. De asemenea, în celelalte două meciuri din Grupa A, Agolli a fost căpitan, deoarece Cana a fost suspendat pentru al doilea meci, în timp ce în al treilea meci Cana a intrat de pe bancă. Agolli a fost integralist în toate cele trei meciuri din Grupa A, în timp ce Albania a fost eliminată, clasându-se pe locul 3 în spatele gazdei Franța, echipă împotriva căreia au pierdut 2-0 și Elveția, împotriva căreia au pierdut și 1-0, dar și în meciul cu România câștigat de Albania cu 1-0 cu un gol de Armando Sadiku. Albania a terminat grupa pe poziția a treia cu trei puncte și cu un golaveraj de -2, clasându-se pe ultimul loc printre echipele clasate pe locul trei, ceea ce a dus la eliminarea echipei din competiție.
A marcat cel de-al treilea gol la națională pe 2 septembrie 2017 în meciul de calificare la Campionatul Mondial din 2018 împotriva Liechtensteinului, într-o victorie cu 2-0.

## Statistici privind cariera

### Club
Până la 28 noiembrie 2017 
| Club                     | Sezon         | Campionat              | Campionat | Campionat | Cupă    | Cupă   | Europa  | Europa | Altele  | Altele | Total   | Total  |
| Club                     | Sezon         | Divizie                | Meciuri   | Goluri    | Meciuri | Goluri | Meciuri | Goluri | Meciuri | Goluri | Meciuri | Goluri |
| ------------------------ | ------------- | ---------------------- | --------- | --------- | ------- | ------ | ------- | ------ | ------- | ------ | ------- | ------ |
| Tirana                   | 2000–2001     | Prima Ligă din Albania | 1         | 0         | 0       | 0      | —       | —      | —       | —      | 1       | 0      |
| Tirana                   | 2001–2002     | Prima Ligă din Albania | 3         | 0         | 2       | 3      | —       | —      | —       | —      | 5       | 3      |
| Tirana                   | 2002–2003     | Prima Ligă din Albania | 6         | 0         | 0       | 0      | 1       | 0      | 1       | 0      | 8       | 0      |
| Tirana                   | 2003–2004     | Prima Ligă din Albania | 23        | 1         | 0       | 0      | 1       | 1      | 1       | 1      | 25      | 4      |
| Tirana                   | 2004–2005     | Prima Ligă din Albania | 31        | 4         | 0       | 0      | 2       | 0      | 0       | 0      | 33      | 4      |
| Tirana                   | Total         | Total                  | 64        | 5         | 2       | 3      | 4       | 1      | 2       | 1      | 72      | 9      |
| Apolonia Fier (împrumut) | 2002–2003     | Prima Ligă din Albania | 12        | 1         | 0       | 0      | —       | —      | —       | —      | 12      | 1      |
| Neuchâtel Xamax          | 2005–2006     | Prima Ligă din Elveția | 29        | 3         | 2       | 1      | 1       | 0      | —       | —      | 32      | 4      |
| Luzern                   | 2006–2007     | Prima Ligă din Elveția | 8         | 0         | 0       | 0      | —       | —      | —       | —      | 8       | 0      |
| Vaasan Palloseura        | 2007          | Veikkausliiga          | 18        | 0         | 0       | 0      | —       | —      | —       | —      | 18      | 0      |
| Vaasan Palloseura        | 2008          | Veikkausliiga          | 15        | 1         | 0       | 0      | —       | —      | —       | —      | 15      | 1      |
| Vaasan Palloseura        | Total         | Total                  | 33        | 1         | 0       | 0      | —       | —      | —       | —      | 33      | 1      |
| Tirana                   | 2008–2009     | Prima Ligă din Albania | 30        | 5         | 7       | 0      | —       | —      | —       | —      | 37      | 5      |
| Kryvbas                  | 2009–2010     | Prima Ligă Ucraineană  | 13        | 0         | 0       | 0      | —       | —      | —       | —      | 13      | 0      |
| Qarabağ                  | 2010–2011     | Prima Ligă Azeră       | 31        | 0         | 1       | 0      | 6       | 0      | —       | —      | 38      | 0      |
| Qarabağ                  | 2011–2012     | Prima Ligă Azeră       | 31        | 1         | 4       | 0      | 6       | 1      | —       | —      | 41      | 2      |
| Qarabağ                  | 2012–2013     | Prima Ligă Azeră       | 27        | 1         | 4       | 0      | —       | —      | —       | —      | 31      | 1      |
| Qarabağ                  | 2013–2014     | Prima Ligă Azeră       | 34        | 1         | 2       | 0      | 8       | 0      | —       | —      | 44      | 1      |
| Qarabağ                  | 2014–2015     | Prima Ligă Azeră       | 26        | 0         | 4       | 0      | 12      | 0      | —       | —      | 42      | 0      |
| Qarabağ                  | 2015–2016     | Prima Ligă Azeră       | 24        | 0         | 4       | 0      | 11      | 0      | 0       | 0      | 39      | 0      |
| Qarabağ                  | 2016–2017     | Prima Ligă Azeră       | 21        | 0         | 3       | 0      | 12      | 0      | —       | —      | 36      | 0      |
| Qarabağ                  | 2017–2018     | Prima Ligă Azeră       | 19        | 0         | 0       | 0      | 10      | 0      | —       | —      | 17      | 0      |
| Qarabağ                  | Total         | Total                  | 213       | 3         | 22      | 0      | 65      | 1      | 0       | 0      | 288     | 4      |
| Total carieră            | Total carieră | Total carieră          | 402       | 18        | 33      | 4      | 70      | 1      | 2       | 1      | 486     | 25     |

1. ↑  Toate meciurile în Cupa UEFA
2. 1 2  Meciuri în Supercupa Albaniei
3. 1 2 3  Toate meciurile în Liga Campionilor UEFA
4. ↑  Toate meciurile în Cupa UEFA Intertoto
5. 1 2 3  Toate meciurile în UEFA Europa League
6. 1 2  Patru meciuri în Liga Campionilor UEFA, opt meciuri în UEFA Europa League
7. ↑  Patru meciuri în Liga Campionilor UEFA, șapte meciuri în UEFA Europa League

### Meciuri la națională
Până pe data de 9 octombrie 2017 
| Echipa națională | An    | Meciuri | Goluri |
| ---------------- | ----- | ------- | ------ |
| Albania          | 2005  | 1       | 0      |
| Albania          | 2006  | 1       | 0      |
| Albania          | 2007  | 0       | 0      |
| Albania          | 2008  | 5       | 0      |
| Albania          | 2009  | 7       | 2      |
| Albania          | 2010  | 9       | 0      |
| Albania          | 2011  | 8       | 0      |
| Albania          | 2012  | 6       | 0      |
| Albania          | 2013  | 8       | 0      |
| Albania          | 2014  | 8       | 0      |
| Albania          | 2015  | 5       | 0      |
| Albania          | 2016  | 10      | 0      |
| Albania          | 2017  | 5       | 1      |
| Total            | Total | 73      | 3      |

### Goluri la națională
Până pe 2 septembrie 2017. Albania înscriind prima, cu rubrica scor indicând scorul după golul marcat de Agolli.
| Nr. | Dată              | Stadion                                | Selecție | Adversar      | Scor | Rezultat | Competiție                                   |
| --- | ----------------- | -------------------------------------- | -------- | ------------- | ---- | -------- | -------------------------------------------- |
| 1   | 10 iunie 2009     | Stadionul Qemal Stafa, Tirana, Albania | 11       | Georgia       | 1 -1 | 1-1      | Amical                                       |
| 2   | 12 august 2009    | Stadionul Qemal Stafa, Tirana, Albania | 12       | Cipru         | 5 -1 | 6-1      | Amical                                       |
| 3   | 2 septembrie 2017 | Elbasan Arena, Elbasan, Albania        | 70       | Liechtenstein | 2 -0 | 2-0      | Calificările la Campionatul Mondial din 2018 |

## Titluri

### Club
- Supercupa Albaniei: 2003-2004, 2004-2005, 2008-2009
- Cupa Albaniei: 2000-2001, 2001-2002
- Supercupa Albaniei: 2000, 2002, 2003
- Prima Ligă Azeră: 2013-2014, 2014-2015, 2015-2016, 2016-2017, 2017-2018
- Cupa Azerbaidjanului: 2014-2015, 2015-2016, 2016-2017

### Individual
- Jucătorul sezonului pentru Qarabağ: 2014-2015 [8]